# Zsigmond Perényi

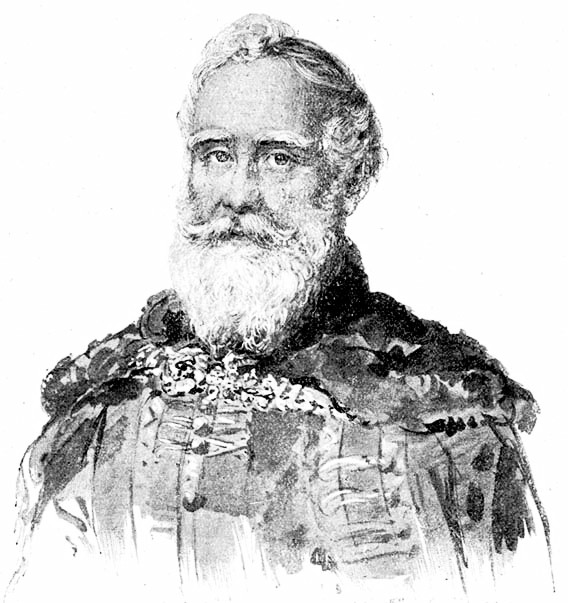
Zsigmond Perényi

Baron Zsigmond Perényi de Perény (Beregszász-Végardó, 18 november 1783 – Pest, 24 oktober 1849) was een Hongaars politicus, die in 1849 de functie van voorzitter van het Magnatenhuis uitoefende. 
Tijdens de Hongaarse Revolutie van 1848 werd hij lid van de Landsverdedigingscommissie. Na Hongarijes nederlaag werd hij geëxecuteerd, omdat zijn naam vermeld stond in de Hongaarse Onafhankelijkheidsverklaring, die door de Landdag van 14 april 1949 in Debrecen werd afgekondigd. 
Zijn gelijknamige kleinzoon, Zsigmond Perényi, was eveneens voorzitter van het Magnatenhuis in 1943 en 1944.